# Jersie Strand
Jersie Strand er en sydlig bydel i Solrød Strand beliggende på Østsjælland i Solrød Kommune ud til Køge Bugt. Bydelen ligger ca. 11 kilometer sydvest for den københavnske forstad Greve Strand.
Jersie Strand har en S-togsstation, Jersie Station, som ligger på Køge Bugt-banen.
55°31′N 12°13′Ø / 55.517°N 12.217°Ø